# Gertrude Elliott

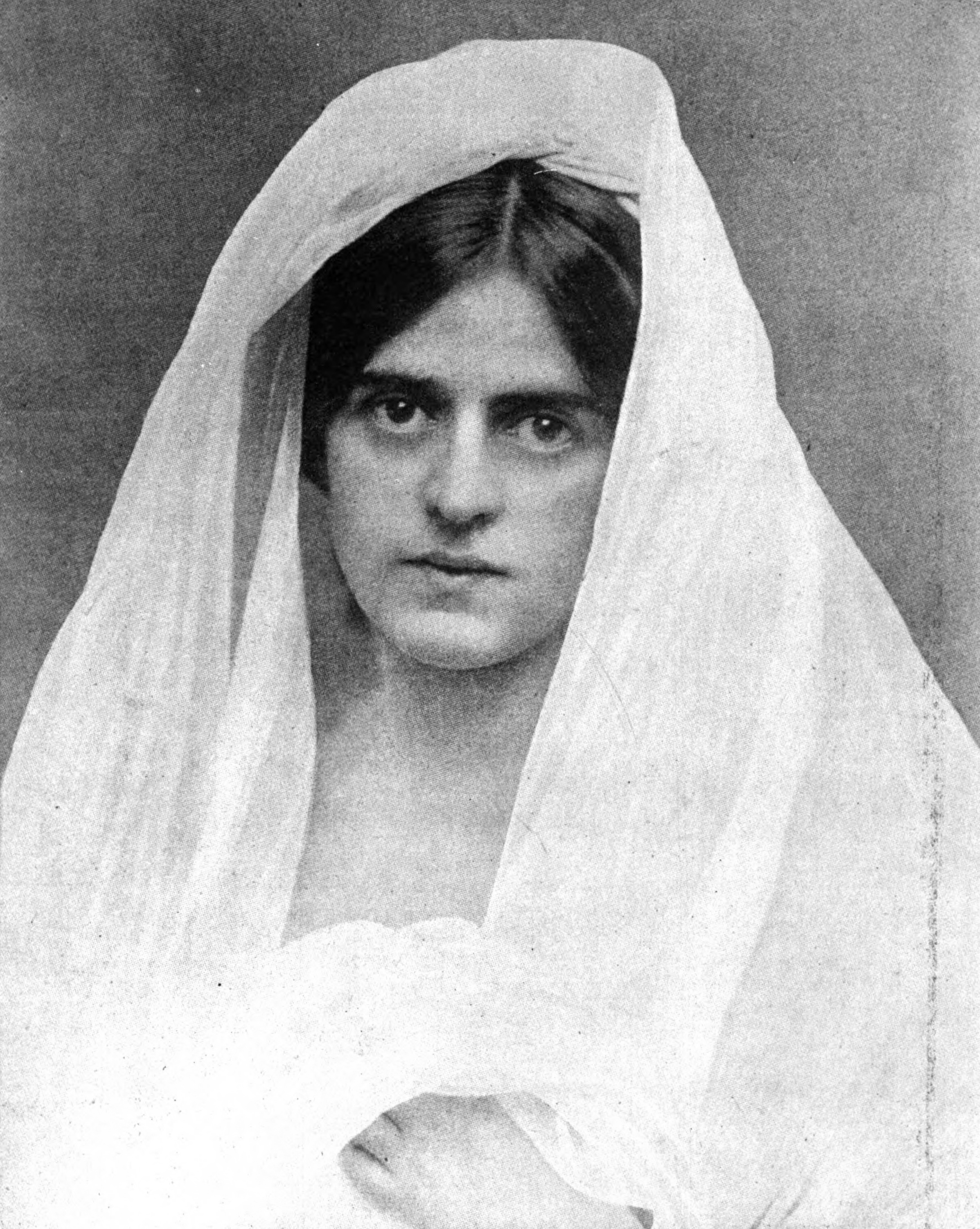
Gertrude Elliott, 1904

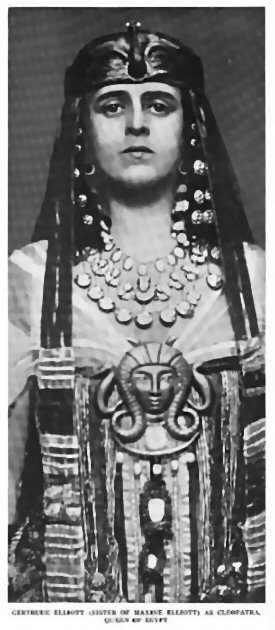
Gertrude Elliott in Caesar and Cleopatra, 1911

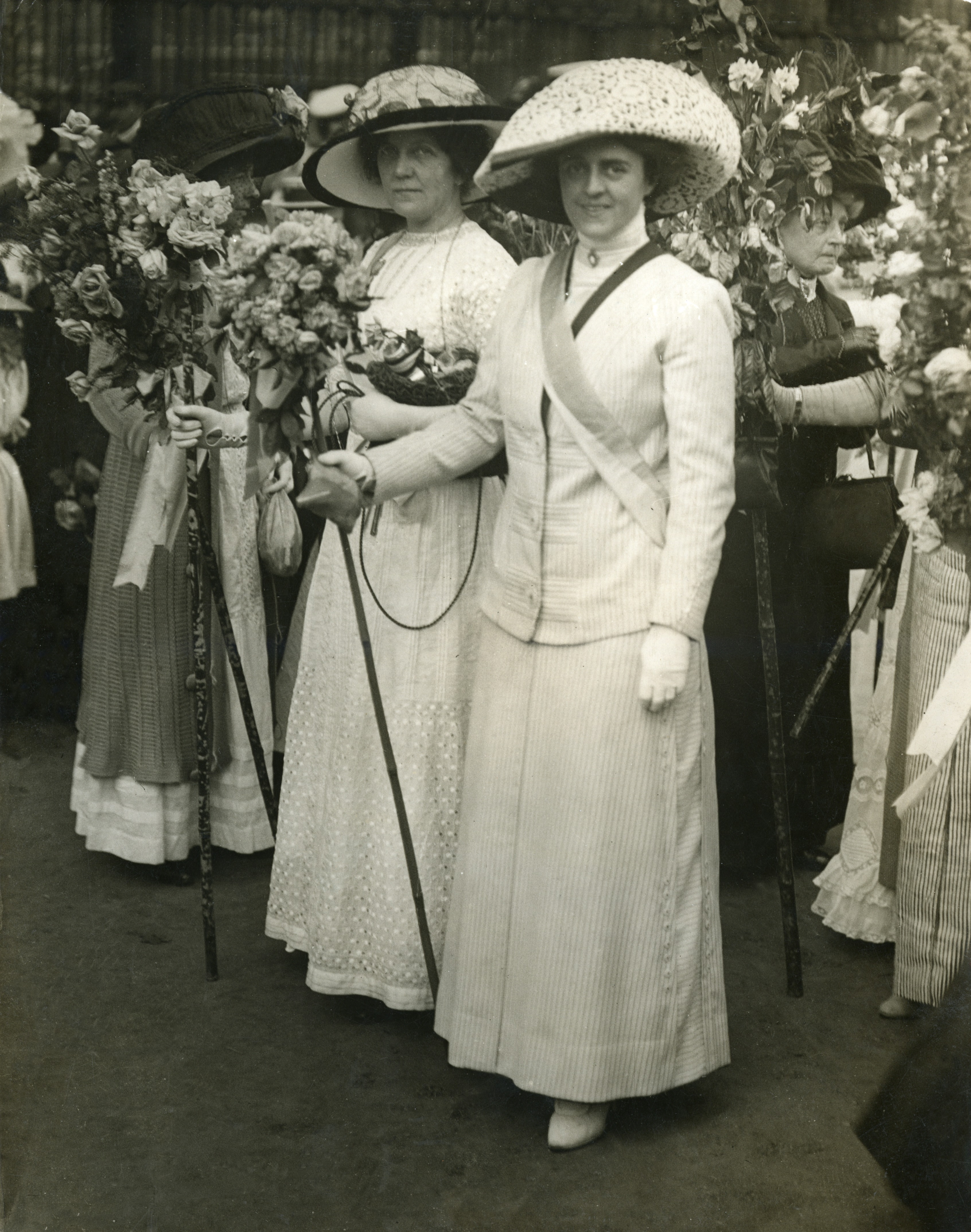
Lena Ashwell und Gertrude Elliott (rechts), Actresses’ Franchise League, 1911

May Gertrude Elliott, geboren als May Gertrude Dermott, verheiratete Forbes-Robertson (* 14. Dezember 1874 in Rockland, Maine; † 24. Dezember 1950 in Attcliffe, St Margaret’s at Cliffe, Kent), war eine US-amerikanische Theater- und Filmschauspielerin. Sie gehörte zu einer Großfamilie von Theaterprofis, zu der auch ihr Ehemann, Johnston Forbes-Robertson, und ihre ältere Schwester Maxine Elliott gehörten. Sie war Präsidentin der Actresses’ Franchise League im Vereinigten Königreich.

## Leben
Elliotts Bühnenkarriere begann 1894 mit einer Rolle in Oscar Wildes A Woman of No Importance in einem Ensemble, das durch den Bundesstaat New York tourte. Die Elliott-Schwestern schlossen sich einem Ensemble in San Francisco an, das 1896 durch Australien tourte. Geleitet wurde das Ensemble von Nathaniel Carl Goodwin, einem Schauspieler, der bald darauf Maxine Elliott heiratete. Ihre Truppe ging 1899 nach London, und im darauf folgenden Jahr wurde Elliott in die Truppe von Johnston Forbes-Robertson engagiert.
Elliott und Forbes-Robertson heirateten Ende 1900 und bekamen vier Töchter: die Flugzeugdesignerin Maxine Frances Mary (* 1901), die Schauspielerin Jean (1905–1962), die Künstlerin Chloe (1909–1947) und die Schriftstellerin Diana (1914-1988). Das Ehepaar arbeitete während eines Großteils ihrer Karriere weiterhin zusammen, vor allem in Shakespeare-Stücken. Johnston wurde 1913 zum Ritter geschlagen, so dass Elliott ab diesem Zeitpunkt „Lady Forbes-Robertson“ genannt wurde.
1908 gründete Elliott zusammen mit Adeline Bourne, Winifred Mayo und Sime Seruya die Actresses’ Franchise League (AFL), in der Schauspielerinnen versammelt waren, die die Anliegen der Suffragetten, unabhängig von deren Ausrichtung, mit  schauspielerischen Mitteln unterstützen wollten.
Abseits der Bühne spielte Elliott 1913 zusammen mit ihrem Mann in einer Stummfilmversion von Hamlet unter der Regie ihres Freundes John Handford Ryley. Das Neue Wiener Tagblatt schrieb: „Das Spiel Fobes-Robertsons (sic!) im Film erreicht nahezu seine Meisterleistung auf der Bühne. […] Die Rolle der Ophelia ist gleichfalls durch eine allererste Kraft besetzt. Sie wird von Gertrud Elliot, der gefeierten Tragödin Großbritanniens, die auch auf der Bühne die Partnerin Fobes-Robertsons ist, gespielt. Ihre Leistung als Kinodarstellerin findet den ungeteilten Beifall der Presse und des Publikums.“ Außerdem trat sie 1917 in einer Nebenrolle in dem Stummfilm Masks and Faces auf. 
Während des Ersten Weltkriegs leitete sie die Shakespeare Hut in Bloomsbury, ein Projekt des YMCA zur Unterhaltung und Aufmunterung der Kriegsarbeiter. 1923 wurde Elliott in Neuseeland für ihre Arbeit für die ANZAC-Truppen während des Krieges ausgezeichnet.
Später trat Elliott in London unter ihrem eigenen Management auf und unternahm ausgedehnte Tourneen durch Südafrika, Australien und Neuseeland. Ihre letzten Auftritte auf der englischen Bühne hatte sie 1927, als sie unter anderem „Desdemona“ in Othello und „Maria“ in Twelfth Night spielte. Am Broadway war sie 1936 in der Rolle der „Gertrude“ in Leslie Howards Hamlet zu sehen. Ihre schauspielerische Leistung erreichte zwar nicht ganz das Niveau ihrer Schwester und ihres Mannes, doch wurde sie für ihren „mädchenhaften Geist, ihren verspielten Humor, ihre wortgewandte Rede und ihre düstere Schönheit“ gelobt.
Elliotts Mann 1937 und sie selbst starb 1950 im Alter von 76 Jahren in ihrem Haus in St Margaret’s at Cliffe, Kent. 
Eine Gedenktafel an der Trackside Station in Rockland, Maine, erinnert an das Geburtshaus der Elliott-Schwestern.